# Epitrix solani
Epitrix solani är en skalbaggsart som först beskrevs av Willis Blatchley 1925.  Epitrix solani ingår i släktet Epitrix och familjen bladbaggar. Inga underarter finns listade i Catalogue of Life.